# SN 2006X
SN 2006X是一顆曾於后髮座M100旋渦星系出現的Ia型超新星，距離地球約5,250萬光年。該超新星於2006年2月初由日本的鈴木章司及意大利的Marco Migliardi各自發現。
SN 2006X值得注意的地方，在於其分類屬Ia型，這類超新星可用於測量地球與該天體之間的距離，而測量鄰近星系的天體距離是需要進行校準。幸運地，這顆超新星出現於一個已被人們充分研究的星系裡，並在其光度升至最亮前兩星期被發現，因此這事件對人們測量超新星距離的校準程序，及增進對超新星的認識，是非常有用處的。除此之外，人們或可從這事件辨認超新星爆炸前的跡象。

## 外部連結
- Supernova 2006X in M100（页面存档备份，存于） （英文）